# Menhire von Saint-Simon
 Die Menhire von Saint-Simon 1–3 stehen in Saint-Simon nordöstlich von Aurillac im Département Cantal in Frankreich. Alle drei sind von der Straße D58 von St. Simon nach Giou de Mamou aus sichtbar.

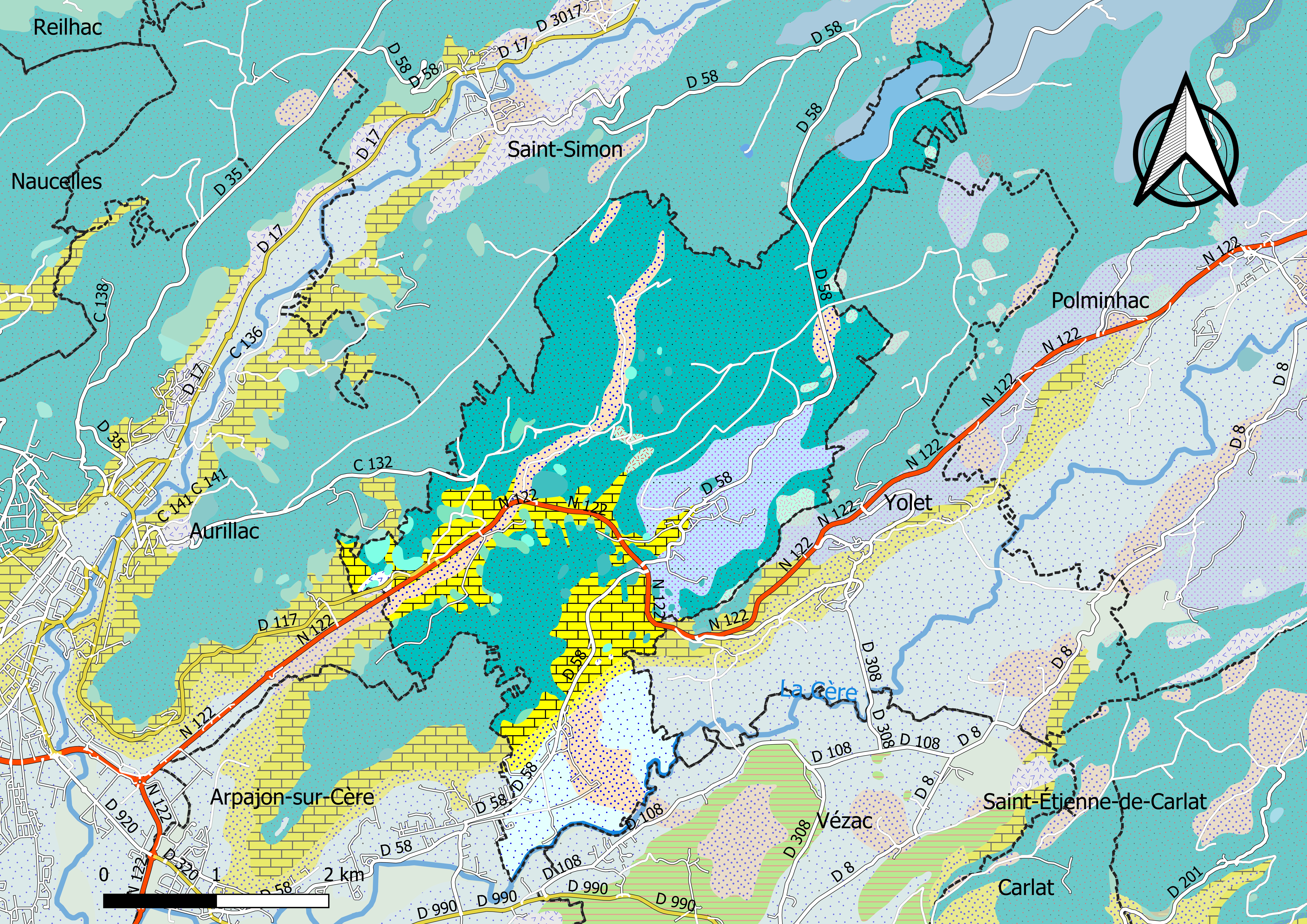
Lage

Der Menhir 1 von Saint Simon ist ein Christianisiertes Megalithmonument und wurde im „Repertoire des Monuments Megalithiques du Cantal“ erwähnt. Er steht auf privatem Grund und ist 2,55 m hoch und 62 cm breit und trägt ein langes dünnes Metallkreuz.
Der Menhir 2 von Saint Simon steht in einem Feld in der Nähe der D58. Er steht auf privatem Grund und ist etwa einen Meter hoch und 40 cm breit.
Der Menhir 3 von Saint Simon steht in einem Feld in der Nähe des Weilers l’Hopital. Er steht auf privatem Grund, ist aber durch ein Tor zugänglich. Es ist etwa 1,5 Meter hoch und 60 cm breit.